# Abu Hashim
Abū Hāshim, ʿAbd Allāh ibn Muḥammad ibn al-Ḥanafiyya (in arabo ﺍﺑﻮ ﻫﺎﺷﻢ ﻋﺒﺪﺍالله ﺑﻦ ﻣﺤﻤﺪ ﺑﻦ ﺍﻟﺤﻨﻔﻴـة ‎?; VII sec. – al-Humayma, 716 o 717), è stato un giurista arabo.
Abū Hāshim, kunya di ʿAbd Allāh ibn Muḥammad ibn al-Ḥanafiyya, fu un esponente religioso musulmano e capo dell'Ahl al-Bayt, nonché un importante tradizionista della tradizione sciita.
Figlio di Muḥammad b. al-Ḥanafiyya, a sua volta figlio di ʿAlī, Abū Hāshim era fratello di al-Ḥasan e fu in nome del padre che al-Mukhtār b. Abī ʿUbayd al-Thaqafī aveva proclamato la sua rivolta a Kufa, senza mai ricevere peraltro conferma del suo operato da parte del figlio del quarto califfo che, anzi, si era allontanato da Medina, andando a risiedere nella più remota Ṭāʾif.
Dopo la morte di Muḥammad b. al-Ḥanafiyya nel 700, il movimento alide della Hāshimiyya considerò Abū Hāshim erede del carisma paterno e del nonno, ʿAlī, quarto califfo Rāshidūn e primo Imam dello sciismo.
Gli Abbasidi pretesero che egli avesse designato a succedergli, come capo dell'Ahl al-Bayt e capofila dei pretendenti al "legittimo califfato", Muḥammad b. ʿAlī b. ʿAbd Allāh, padre dei due primi califfi abbasidi, Abū l-ʿAbbās al-Ṣaffāḥ e al-Manṣūr.

## Discepoli
tra i suoi discepoli figurano al-Zuhrī, ʿAmr b. Dīnār e lo stesso Ibrāhīm ibn Muḥammad b. ʿAlī, figlio dell'"erede" spirituale di Abū Hāshim.

## Retaggio

### Nel sunnismo
Ibn Ḥajar al-ʿAsqalānī ne apprezzò l'affidabilità come trasmettitore di ḥadīth e Ibn Sa'd riconobbe la sua competenza.